# 群馬県道266号上発知材木町線
群馬県道266号上発知材木町線（ぐんまけんどう 266ごう かみほっちざいもくちょうせん）は、群馬県沼田市上発知町から材木町までを結ぶ県道である。

## 路線データ
- 起点：沼田市上発知町[注釈 1]
- 終点：沼田市材木町字滝棚163番の2[1]（国道120号交点〈材木町交差点〉）

## 歴史
- 1959年（昭和34年）9月18日：群馬県より現・道路法に基づき、県道上発知材木町線（沼田市上発知町 - 同市材木町、整理番号124）が路線認定される[2]。
  - 同時に、前身路線にあたる県道迦葉山沼田線（沼田市上発知町 迦葉山 - 沼田市、整理番号10）が路線廃止される[3]。

## 地理

### 通過する自治体
- 群馬県
  - 沼田市

### 交差する道路
- 国道120号 - 沼田市材木町（終点、材木町交差点）
- 環状線 - 沼田市木田坂上
- 関越自動車道 - 立体交差
- 利根沼田広域農道（利根沼田望郷ライン） - 沼田市上発知

### 沿線
- たんばらスキーパーク（たんばらラベンダーパーク）
- 玉原ダム（玉原湖）
- 玉原高原
- 沼田市民の森
- 迦葉山龍華院
- 上発知のしだれ桜
- サラダパークぬまた
- 発知のヒガンザクラ
- 発知神社
- 天照寺・天照寺の枝垂れ桜
- 沼田市立池田中学校
- 沼田市立池田小学校
- 沼田警察署発知新田駐在所
- フルーツランドいけだ
- 下発知町生活改善センター
- 永井本家（利根錦蔵元）
- ネイチャーランド 沼田ドイツ村 ケイニッヒ・クロルト跡
- 海野塚
- 生活協同組合コープぐんまコープデリ沼田センター
- 大雲寺
- 岡谷町生活改善センター
- 沼田自動車協会会館
- 沼田岡谷温泉かねまんやすらぎセンター
- 十王公園
- 利根歯科診療所
- フレッセイ沼田店
- 前橋家庭裁判所沼田支部